# 遠雄企業團
遠雄集團（英語：Farglory Group）是在臺灣以休闲旅游為核心的企業集團，旗下的遠雄創藝以舉辦KPOP演唱會和粉絲見面會而聞名。

## 歷史
遠雄集團由1969年成立的遠東建設延伸而來。趙藤雄之後陸續成立了大都市建設、大都市營造等。
1991年，趙藤雄以遠東建設的資金成立遠雄證券。1991年7月11日，遠雄證券爆發建物變更使用執照案。為了遠雄證券所在建物的使用執照變更，趙藤雄指派遠東建設科長林明生負責。林明生行賄台北市政府工務局建管處約聘工程司陳義宏，變造地板活載重係數以取得使用執照。台北地檢署檢察官蘇南桓偵查後，依《貪污治罪條例》行賄、收賄及《中華民國刑法》偽造文書等罪嫌，將行賄的林明生與收賄的陳義宏一併提起公訴，但未起訴趙藤雄。
1993年11月19日，趙藤雄創立中興人壽。
2001年，趙藤雄將其名下的事業整合為遠雄企業團，中興人壽改名遠雄人壽，大都市建設改名遠雄建設，大都市營造改名遠雄營造。此外又成立了遠雄房屋。
2004年10月，蘇黎世保險自台灣撤資；遠雄人壽併購了遠蘇黎世人壽台灣分公司，將它的業務與保單併入。
2014年5月，趙藤雄、前遠雄副總經理魏春雄因桃園縣八德市（今桃園市八德區）地區合宜住宅標案涉嫌行賄桃園縣副縣長葉世文、前國立臺北科技大學教授蔡仁惠，遭檢察官聲請羈押獲准。2014年6月2日，遠雄建設公告董事會決議，董事長職務由趙藤雄長子趙文嘉代理。

## 旗下企業公司單位

### KPOP演唱會事業
- 遠雄創藝

### 金融保險事業
- 遠雄人壽（原名中興人壽，合併蘇黎世人壽台灣地區業務）
- 遠雄國際投資

### 建設營造事業
- 遠東建設
- 遠雄建設（臺證所：5522）（原名大都市建設）
- 遠雄營造 （原名大都市營造）
- 東源營造
- 遠雄房地產

### 空運物流事業
- 遠雄自貿港投資控股
- 遠雄自由貿易港區（臺證所：5607[4]）
- 遠雄物流

### 遊憩休閒事業
- 遠雄海洋公園（亦稱花蓮海洋公園）
- 遠雄悅來大飯店（臺證所：2712[5]）
  - 花蓮壽豐遠雄悅來大飯店
- 花蓮悅樂旅店
- 台中悅樂旅店
- 台南悅樂旅店

### 網路服務事業
- 遠雄聯合網路服務

### 百貨流通事業
- 遠雄流通事業
  - 汐止iFG遠雄廣場
- 三新奧特萊斯股份有限公司（與三井不動產株式會社合股）
  - MITSUI OUTLET PARK 林口

### 商務開發事業
- 遠雄國際商務中心
- 遠雄招商

### 文教公益事業
- 遠雄文教基金會
- 人文遠雄博物館

### 海外發展事業
- 遠雄建設(美國)
- 遠雄房地產開發集團(中國)
- 中東遠雄索沃開發

### 其他事業
- 遠雄巨蛋（負責興建與營運臺北大巨蛋）

## 海外投資
- 遠雄建設轉投資中國大陸的「遠雄中新天津生態城U-City」
- 越南
- 菲律賓[6]

## 爭議事件
- 1989年7月，遠東建設位於臺北縣新莊市的台北加州工程毀損鄰房。[7]
- 1991年6月，遠東建設負責人趙藤雄因中華兒童福利社土地案遭檢察官何明楨依偽造文書罪嫌提起公訴。[8]
- 1993年6月，遠東建設在台北加州建案中，以不實的廣告平面圖吸引消費者購屋。台北地方法院判決，即使交屋坪數與契約登載相符，建商仍須將不足廣告平面圖登載的坪數差價退還給消費者。[9]
- 1998年8月，台北加州住戶不滿遠雄將社區賣場出租，引發社區住戶抗議。遠雄聲稱一切合法[10]
- 2014年4月，台北大巨蛋開發案出現移樹爭議事件[[[Wikipedia:格式手册/链接#章節|錨點失效]]]。
- 2014年5月30日，爆發八德合宜住宅弊案，遠雄集團涉嫌對桃園縣副縣長葉世文行賄，以取得桃園八德合宜住宅建案的承作權。
- 2022年9月7日，股東蔡天祥已將40%股份全數轉出給予蔡贏龍，因此將從代表人之一移除。

## 外部連結
- 遠雄集團 （页面存档备份，存于）